# فوهة ماسون

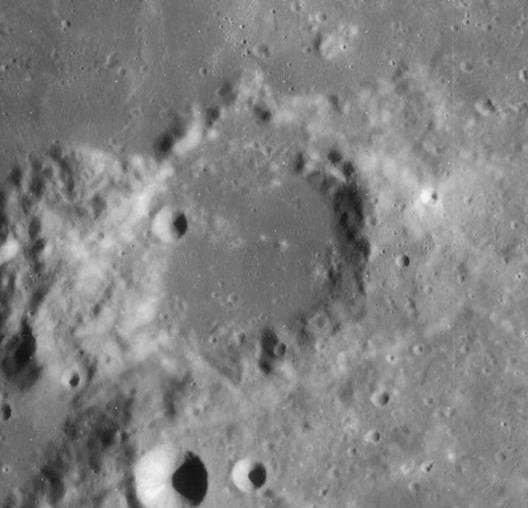
فوهة ماسون

فوهة ماسون (42.6°N 30.5°E) هي بقايا فوهة صدمية تقع في الجزء الشمالي الشرقي من سطح القمر. الفوهة متصله تقريبا من الحافة الشرقية لفوهة بلانا المغمورة بالحمم، ومن الحافة الجنوبية الشرقية لفوهة بورغ. تطل الحافة الشمالية لفوهة ماسون على الحافة الجنوبية لفوهة ملاكيس لاكوس، بحر قمري صغير. يحد الفوهة من الجنوب لاكوس سومنيوروم الكبرى.

## الوصف
تتميز حواف الفوهة بأنها متآكله بشكل كبير وغير منتظمة إلى حد ما في الحافة الشرقية والحافة الغربية. أما الميزة الكبرى للحواف فهي أنها عبارة عن حلقات متفاونة ومتفككة من التلال التي إندمجت مع التضاريس الوعرة في الجنوب والشرق. تصل بعض الشقوق والوديان في الحافة الغربية بالحافة الشرقية لفوهة بلانا. عادت الحمم البركانية إلى الظهور في السطح الداخلي للفوهة، مشكله بذلك سطح شبه مستو داخل الفوهة.
تقع فوهة ماسون أيه في الجزء الشمالي الغربي من الفوهة. يبلغ قطر الفوهة 33 × 43 كم، بينما يبلغ عمقها ما يقرب من 1.9 كم، وعلى زاوية 330° من شروق الشمس. تمت تسميه الفوهة على اسم عالم الفلك الإنجليزي تشارلز ماسون.

## فوهات القمر الصناعي

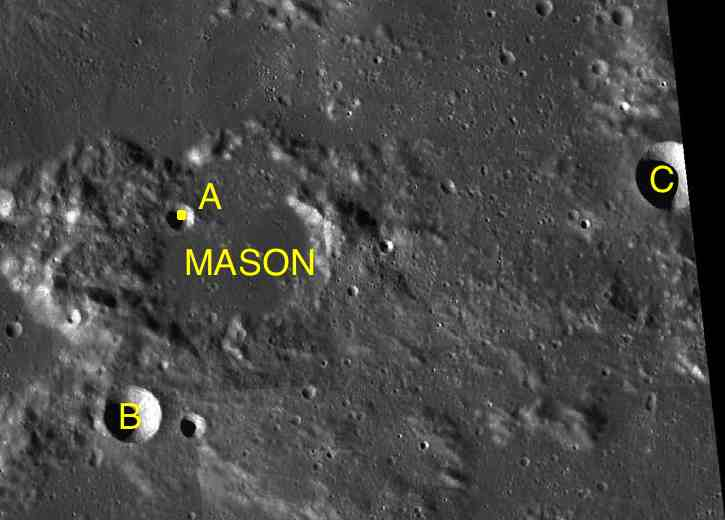
فوهة ماسون

لرسم خريطة مماثلة لفوهات القمر يتم وضح حروف على كل جانب من جوانب الفوهة ومركزها لكل حرف منهم دلاله معينة.
| ماسون | خط طول  | خط عرض  | القطر |
| ----- | ------- | ------- | ----- |
| A     | 42.8° N | 30.1° E | 5 كم  |
| B     | 41.8° N | 29.6° E | 10 كم |
| C     | 42.9° N | 33.8° E | 12 كم |

## وصلات خارجية
- فوهات القمر
- جوله حول فوهات القمر -ناسا.